# Vanvas
Vanvas (devanagari: वनवास) es un término sánscrito que significa "residencia en el bosque" y se refiere al destierro o fuga voluntarios (Áshrams, rishis) o involuntarios. Se menciona varias veces en épicas hindúes (Ramayana).